# Germinal (mes)

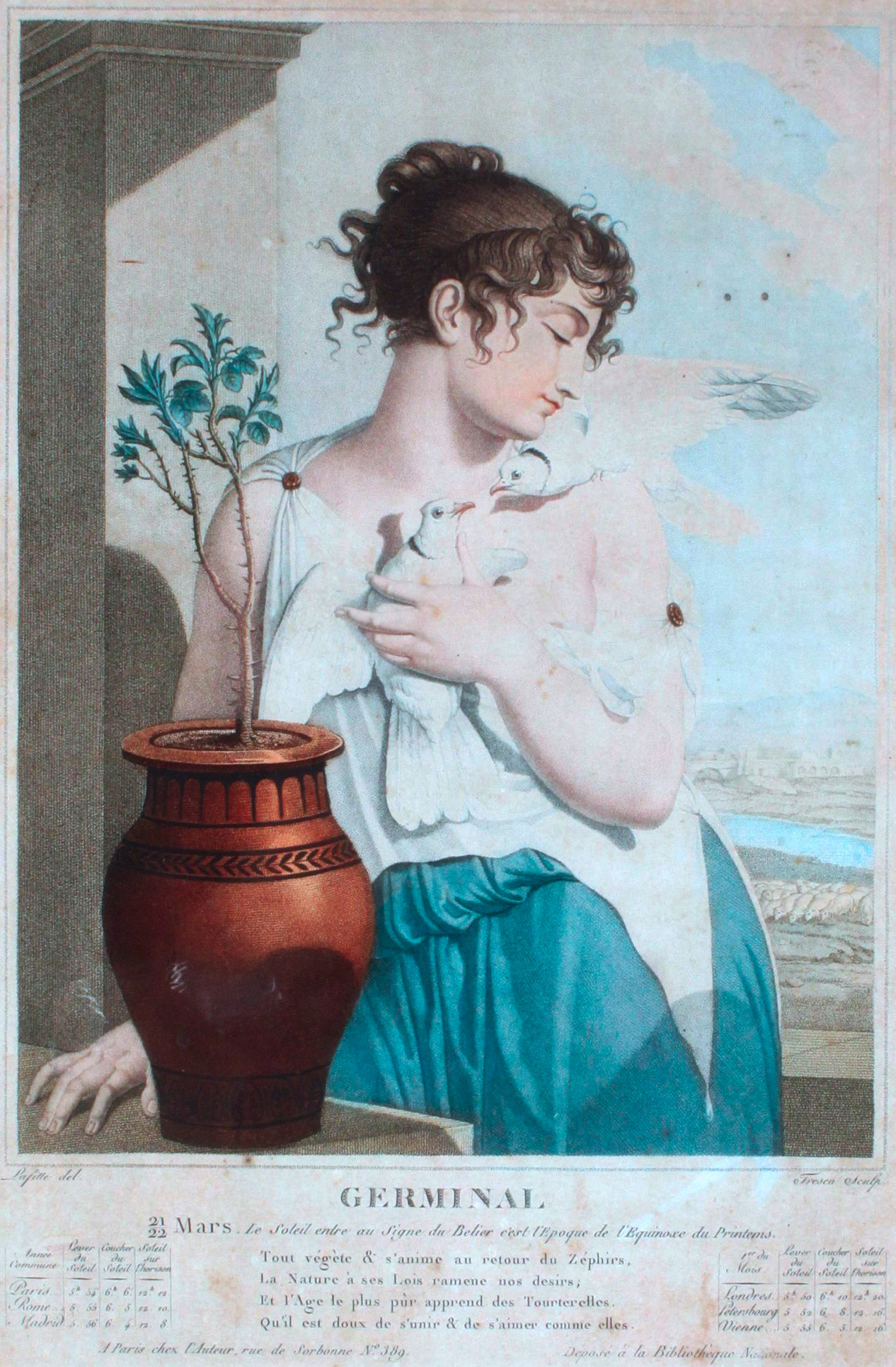
Alegoría de germinal, de Louis Lafitte.

Germinal (en francés Germinal) es el nombre del séptimo mes del calendario republicano francés, el primero de la estación primaveral, que dura desde el 20 o 21 de marzo hasta el 19 o 20 de abril, según el año. Coincide de forma aproximada con el paso aparente del Sol por la constelación zodiacal de Aries.

## Etimología
El nombre del mes deriva del latín germen, que quiere decir semilla. Según el informe a la Convención propuesto por Fabre d'Églantine, dicho nombre se refiere a "la fermentación y el desarrollo de la savia de marzo en abril". El sufijo -al denota que el mes pertenece a la estación de la primavera, igual que Floreal y Pradial.